# انتونیج گئوپین
انتونیج گئوپین (انگلیسی: Anthonij Guépin; ۲ مهٔ ۱۸۹۷ – ۱۶ اوت ۱۹۶۴) قایقران، وکیل، و قایقران قایق بادبانی اهل پادشاهی هلند بود.